# Psychotria convergens
Psychotria convergens är en måreväxtart som beskrevs av Charlotte M. Taylor. Psychotria convergens ingår i släktet Psychotria och familjen måreväxter. Inga underarter finns listade i Catalogue of Life.